# Evangelische Kirche Balhorn

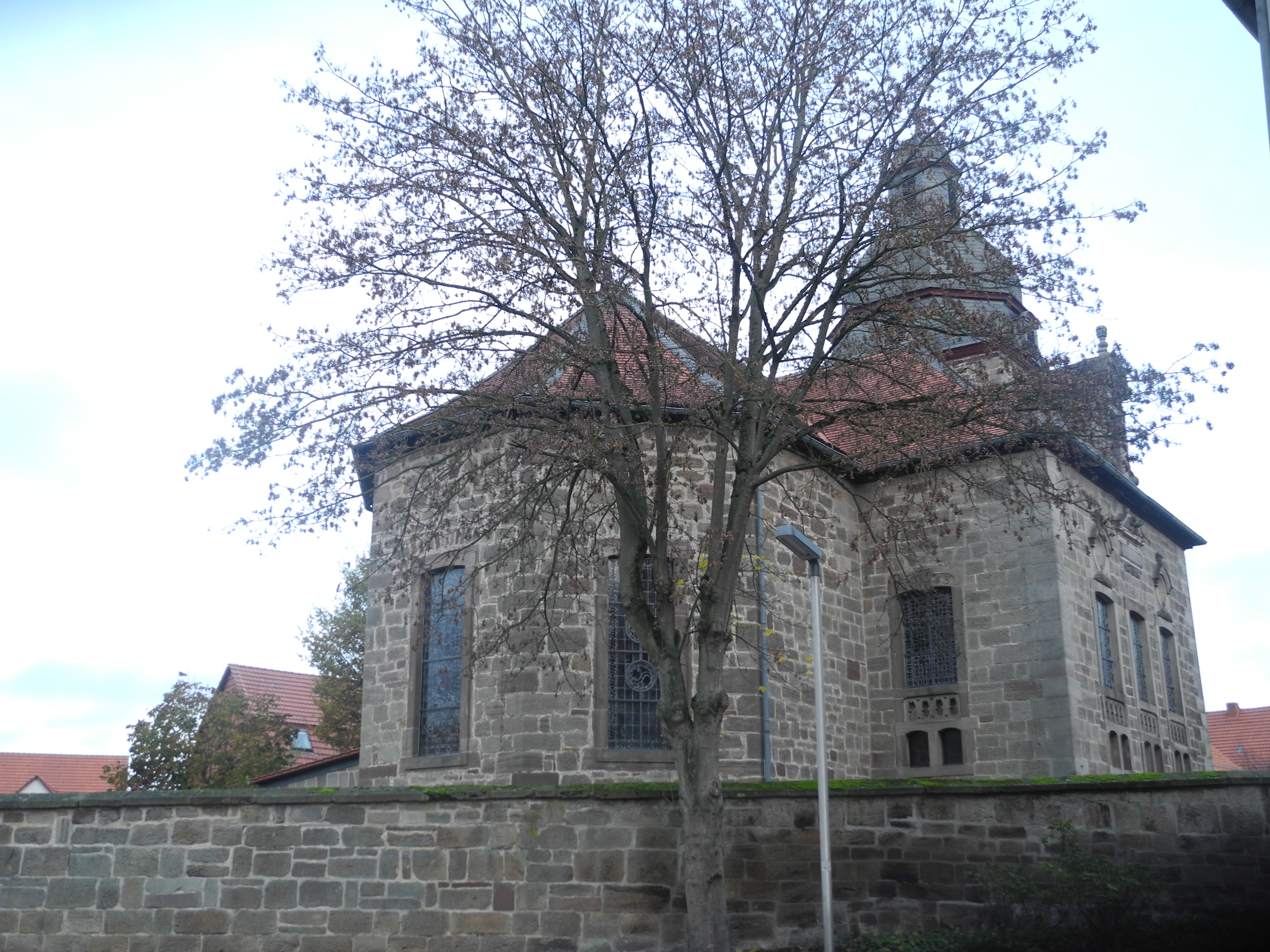
Kirche Balhorn

Die evangelische Kirche ist ein denkmalgeschütztes Kirchengebäude in Balhorn, einem Ortsteil der Gemeinde Bad Emstal im Landkreis Kassel (Hessen). Die Kirchengemeinde Balhorn-Altenstädt gehört zum Kirchenkreis Hofgeismar-Wolfhagen der Evangelischen Kirche von Kurhessen-Waldeck.

## Geschichte und Architektur
Ein Vorgängerbau wurde 1342 urkundlich erwähnt. Der gotische Chorturm mit ursprünglich offenem Wehrgeschoss wurde Ende des 15. Jahrhunderts errichtet. Die Haube wurde 1724 aufgesetzt. Der mittelalterliche Chorraum im Turm ist kuppelartig gratgewölbt. Das ehemalige Kirchenschiff wurde 1742 abgerissen und bis 1748 nach Plänen des Landbaumeisters Giovanni Ghezzi durch eine barocke Saalkirche mit einer Apsis im Westen ersetzt. 1894 wurde die Kirche durch zwei Seitenschiffe zu einer dreischiffigen Hallenkirche verbreitert und völlig erneuert. Die Seitenschiffe liegen unter abgewalmten Querdächern und erscheinen daher von außen als Querhausarme mit dreiachsigen Fassaden. Innen sind sie aber zweijochig an das Mittelschiff angeschlossen, außerdem mit Emporen gefüllt. Diese Emporen liegen auf segmentbogigen Arkaden. Oberhalb der Emporen sind die Pfeiler als Kyriatiden bis an die Decke des Kirchenraums fortgesetzt.
Von dem gotischen Wehrkirchhof sind Mauerreste und der Unterbau des Torhauses erhalten.

## Ausstattung
- Ein Deckengemälde von Karl Wiederhold im neobarocken Stil
- Eine Orgel mit 2 Manualen und 15 Registern, die in ihrem historischen Aufbau noch vollkommen erhalten ist.